# Pseudodiploexochus madagascariensis
Pseudodiploexochus madagascariensis is een pissebed uit de familie Armadillidae. De wetenschappelijke naam van de soort is voor het eerst geldig gepubliceerd in 1978 door Franco Ferrara & Taiti.